# Jan van Grinsven
Jan van Grinsven (Den Dungen, 27 februari 1960) is een voormalig Nederlands voetbalkeeper. Hij was doelman van FC Den Bosch en MVV en werd wereldwijd bekend als de doelman die een van de mooiste doelpunten aller tijden uit het net mocht vissen: de omhaal van Marco van Basten in 1986. 
In het Nederlands voetbal is hij ook een van de weinige keepers, die een keer gescoord heeft. In 1985 scoorde hij in de laatste minuut van de wedstrijd tegen Roda JC als mee naar voren gekomen doelman de 2-2 voor zijn club. Na zijn doelpunt maakte Van Grinsven een koprol.
Lange tijd was hij lid van de technische staf van FC Den Bosch. In het seizoen 2004-2005 is hij tijdelijk coach van het eerste team, samen met Wim van der Horst, nadat Henk Wisman wordt ontslagen. In het seizoen 2006-2007 was Van Grinsven de hoofdcoach voor de A junioren -19 en de assistent coach voor het eerste team. Het seizoen daarop is hij assistent-trainer van het eerste elftal. Medio 2020 werd hij trainer bij de amateurs van Roda Boys.
Van Grinsven was in maart 1986 eenmaal reservekeeper bij het Nederlands elftal achter Joop Hiele tijdens een vriendschappelijke wedstrijd in en tegen Oost-Duitsland vanwege een blessure bij Hans van Breukelen.
In januari 2008 wordt hij opnieuw aan de selectie van FC Den Bosch toegevoegd omdat de eerste drie keepers geblesseerd zijn. Hij is overgeschreven van RKVV Den Dungen waar hij recreatief speelde. Mocht het tot een wedstrijd komen dan zou hij de oudste speler in het betaald voetbal worden. Zover komt het niet. Hij zat tweemaal op de bank. Bij de eerste mogelijkheid werd hij als assistent-trainer naar de tribune gestuurd.

## Trivia
- De bijnaam van Jan van Grinsven is De Sliert van de Vliert.
- Voetbalverslaggever Martijn Olislagers noemde zijn memorabele doelpunt in de laatste minuut tegen Roda JC "het mooiste onterechte doelpunt aller tijden".